# Ros (ort)
Ros (vitryska: Рось) är en köping i Vitryssland.   Den ligger i voblasten Hrodna voblast, i den västra delen av landet, 220 km väster om huvudstaden Horad Mіnsk. Ros ligger 124 meter över havet och antalet invånare är 4 705.

## Natur och klimat
Terrängen runt Ros är huvudsakligen platt. Ros ligger nere i en dal. Närmaste större samhälle är Horad Vaŭkavysk, 14,6 km söder om Ros.
Omgivningarna runt Ros är en mosaik av jordbruksmark och naturlig växtlighet. Runt Ros är det ganska tätbefolkat, med 75 invånare per kvadratkilometer.